# Tammin Sursok

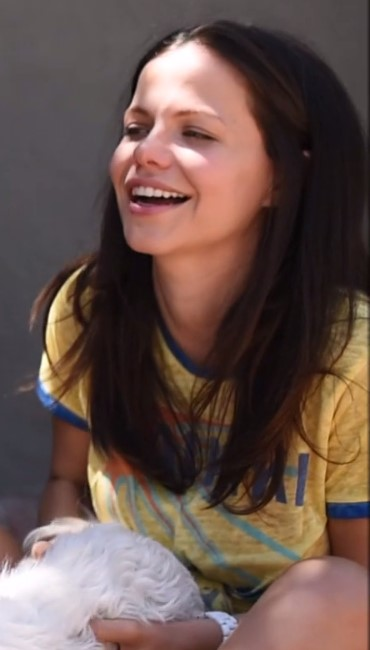
Tammin Sursok, 2017

Tammin Pamela Sursok (* 19. August 1983 in Johannesburg, Südafrika) ist eine australische Schauspielerin und Sängerin.

## Leben und Karriere
Tammin Sursok wurde im August 1983 als Tochter von Julie und Daryl Sursok in Johannesburg geboren. Als sie vier Jahre alt war, zog ihre Familie nach Sydney. Ihre Mutter ist eine klassisch ausgebildete Pianistin und Gitarristin. Tammin Sursok spielte bereits in jungen Jahren am Sydney Youth Musical Theatre. Sie studierte am Trinity Speech and Drama College. 1999 bekam sie eine Rolle in der australischen Seifenoper Home and Away.
Im Jahr 2005 veröffentlichte sie ihr erstes Album Whatever Will Be. Von 2010 bis 2017 konnte man Tammin Sursok in der US-amerikanischen Fernsehserie Pretty Little Liars als Jenna Marshall sehen. Außerdem spielte sie in der vierten Staffel der Disney-Channel-Serie Hannah Montana Jacksons Freundin Siena.

## Filmografie (Auswahl)
- 2000–2004: Home and Away (Seifenoper)
- 2006: Aquamarin – Die vernixte erste Liebe (Aquamarin)
- 2007: Rules of Engagement (Fernsehserie, Episode 1x04)
- 2007–2009: Schatten der Leidenschaft (The Young and the Restless, Seifenoper)
- 2008: In Plain Sight – In der Schusslinie (In Plain Sight, Fernsehserie, Episode 1x01)
- 2009: The Unknown (Kurzfilm)
- 2009: Crossing Over
- 2009: Spectacular! (Fernsehfilm)
- 2009: Neighbors Are Friends (Kurzfilm)
- 2009: Albino Farm
- 2010: Flicka 2 – Freunde fürs Leben (Flicka 2)
- 2010: Sleepaway Camp Reunion
- 2010–2011: Hannah Montana (Fernsehserie, 8 Episoden)
- 2010–2017: Pretty Little Liars (Fernsehserie, 50 Episoden)
- 2011: Husk – Erntezeit! (Husk)
- 2013: 10 Rules for Sleeping Around
- 2014: Cam2Cam
- 2015: Bound & Babysitting (Fernsehfilm)
- 2016: Der Tod kommt am Hochzeitstag (You May Now Kill the Bride, Fernsehfilm)
- 2016: Girlfriends of Christmas Past (Fernsehfilm)
- 2018: Aussie Girl (Fernsehserie, 7 Episoden)
- 2018: Killer in a Red Dress
- 2019: Braking for Whales
- 2022: Love and Penguins (Fernsehfilm)
- 2022: Nachbarn (Neighbours, Fernsehserie, 18 Episoden)
- 2023: Blood, Sweat and Cheer
- 2023: Mommy's Stolen Memories (Fernsehfilm)
- 2023: Kane
- 2024: Trivia at St. Nick's (Fernsehfilm)

## Diskografie
Album
- 2005: Whatever Will Be

Single
- 2004: Pointless Relationship
- 2005: Whatever Will Be
- 2005: It’s a Beautiful Thing

Soundtrack
- 2009: Spectacular!